# جی‌دی‌اس میرای (دی‌دی‌جی-۱۸۲)
جی‌دی‌اس میرای (دی‌دی‌جی-۱۸۲) (به انگلیسی: JDS Mirai (DDG-182)) یک کشتی است که طول آن 561 ft (171 m) می‌باشد.